# Приморский (Приморско-Ахтарский район)
Приморский — посёлок в Приморско-Ахтарском районе Краснодарского края.
Входит в состав Приморско-Ахтарского городского поселения.

## Население
| 2002 | 2010  |
| ---- | ----- |
| 1366 | ↗1480 |

- ул. 60 лет Октября,
- ул. Воровского,
- ул. Гаражная,
- ул. Кирова,
- ул. Коммунистическая,
- ул. Комсомольская,
- ул. Красная,
- ул. Ленина,
- ул. Пушкина
- ул. Свободная,
- ул. Советская,
- ул. Специалистов,
- ул. Чапаева.